# Schultenhof Kirchlinde
Der Schultenhof Kirchlinde im Stadtteil Holzen der Stadt Arnsberg geht auf mittelalterliche Anfänge zurück. Das heute bestehende Bauensemble entstand zwischen dem 17. und 20. Jahrhundert.

## Geschichte
Die gut erhaltene Anlage liegt in Einzellage umgeben von einem Erdwall und Bäumen. Ein Hof an dieser Stelle erscheint erstmals 1019 in einer Urkunde der Abtei Deutz. Er war Mittelpunkt einer Villikation. Der Hof ging 1221 in Lehnpacht an das nahe Kloster Oelinghausen über.
Die Bauten der heute vorhandenen Hofanlage entstanden im Wesentlichen zwischen dem 17. und 19. Jahrhundert. Dazu gehören neben dem Haupthaus ein Haus für die Altenteiler, die Hofkapelle sowie verschiedene Wirtschaftsgebäude. Zu diesen gehören ein Speicher, eine Schmiede, Scheune, Stall und ein Ökonomiegebäude. Hinzu kommen Reste eines Ziehbrunnens und ein Kalkofen. 
Das zweistöckige Haupthaus wurde 1788 erbaut. Es handelt sich um ein unterkellertes Längsdielenhaus. Der Bau wurde überwiegend in Fachwerk errichtet. Der hintere Teil besteht aus Bruchsteinen. Dieser stammt ursprünglich von einem älteren Bau. 
Die Kapelle aus dem 18. Jahrhundert ist aus Fachwerk mit einem Walmdach und einem Dachreiter an der Stelle eines Vorgängerbaus aus der Mitte des 12. Jahrhunderts erbaut worden. Nach anderen Angaben wurde der Neubau der Kapelle erst im 19. Jahrhundert errichtet. Die Kapelle war ursprünglich dem heiligen Tryphon geweiht. Der neue Bau ist Maria geweiht. Im Inneren befindet sich neben einem barocken Beichtstuhl ein Altarretabel aus dem 18. Jahrhundert. Die Ausstattung geht auf Propst Theodor Sauter zurück, der dort einen der bisherigen Seitenaltäre des Klosters aufstellen ließ. Reste der gotischen Ausstattung befinden sich im Kloster Oelinghausen. Die Glocken sind mittelalterlich und stammen aus dem 13. oder 14. Jahrhundert. In der Nähe der Kapelle gab es früher auch einen Friedhof. 
Der Speicherbau stammt in seiner heutigen Form aus dem Jahr 1711. Allerdings sind einige Bauteile älterer Bauten integriert. Dazu gehört ein romanisches Tympanonrelief mit zwei Löwen unter einem Kreuz. Dies und einige Spolien stammen aus einem früheren Kapellenbau. Die Schmiede stammt aus dem Jahr 1670. Der Bau wurde auch als Backhaus genutzt. Eine langgestreckte Feldscheune stammt aus dem Jahr 1829. Ein Anbau wurde 1929 angefügt. Die Sanierung der Scheune wird seit 2018 von der Deutschen Stiftung Denkmalschutz unterstützt.